# Kumari (bogini)

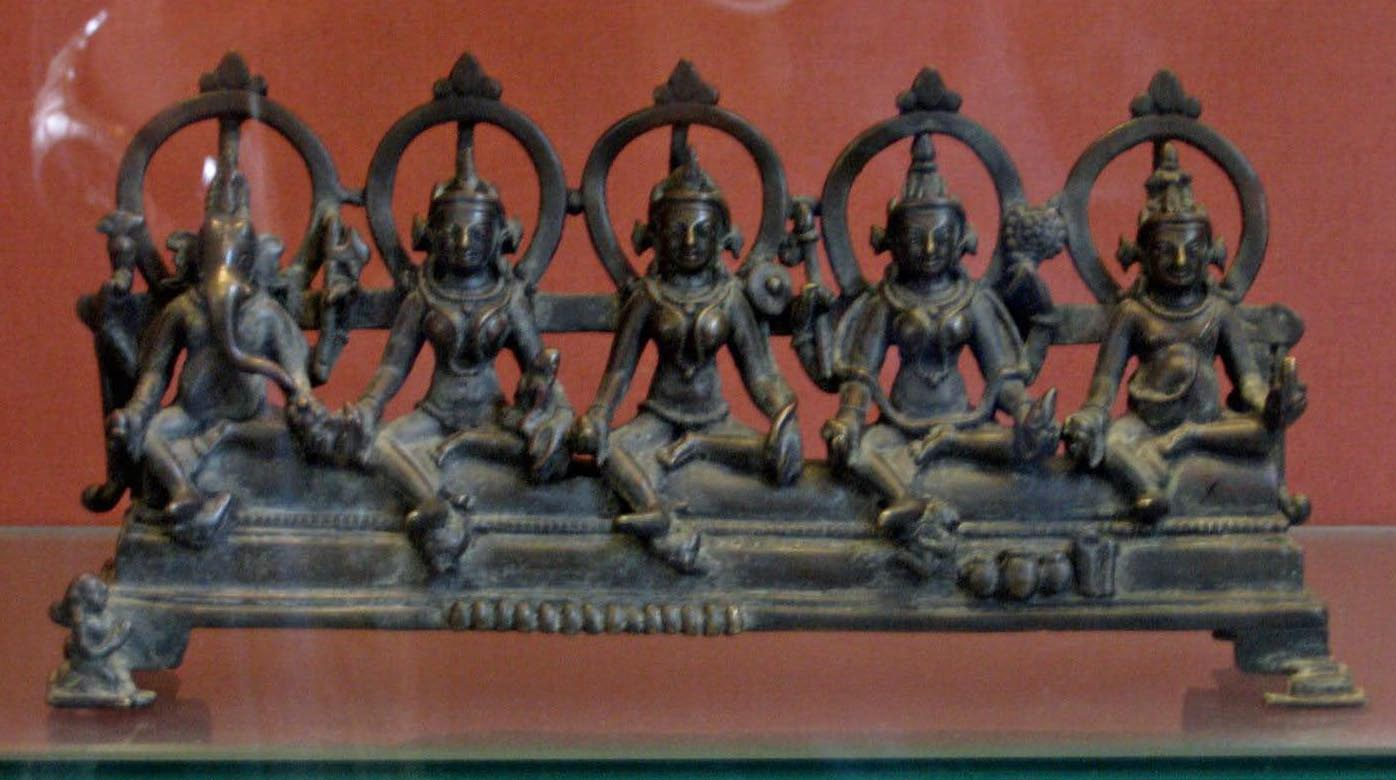
Od lewej zasiadają : Ganeśa, Brahmi, KUMARI, Wajsznawi i Kubera

Kumari – imię bogini hinduistycznej będącej partnerką i śakti Kumara (Karttikeja). Również jeden z epitetów, jakim określa się boginie (Sita, Parwati, Durga) i dziewczęta w południowych Indiach.